# Grégoire d'Ohrid
Pour les articles homonymes, voir Saint Grégoire.
Grégoire d'Ohrid est un Saint Orthodoxe du XIe siècle, fêté le 8 janvier.
Saint Grégoire d'Ohrid fut évêque de la ville d'Ohrid. Connu pour sa sagesse, il fut surnommé « Grégoire le sage ». Il mourut en 1012.